# روبي وليامز (سياسي)
روبي وليامز (بالإنجليزية: Robbie Williams)‏ هو سياسي أسترالي، ولد في 1965، وتوفي في 20 ديسمبر 2007 بسبب نوبة قلبية.